# Лас Флорес (округ Оранџ, Калифорнија)
Лас Флорес (енгл. Las Flores, Orange County) насељено је место без административног статуса у америчкој савезној држави Калифорнија.

## Демографија
По попису из 2010. године број становника је 5.971, што је 346 (6,2%) становника више него 2000. године.
| Група             | 2000.         | 2010.         |
| Белци             | 4.040 (71,8%) | 3.857 (64,6%) |
| Афроамериканци    | 106 (1,9%)    | 91 (1,5%)     |
| Азијати           | 575 (10,2%)   | 780 (13,1%)   |
| Хиспаноамериканци | 668 (11,9%)   | 984 (16,5%)   |
| Укупно            | 5.625         | 5.971         |